# Dryophytes arboricola
Dryophytes arboricola es una especie de anfibios de la familia Hylidae. Es una rana endémica de zonas altas en la sierra Madre del Sur en el estado de Guerrero, México. Habita en bosques de montaña en torno a los 2000 metros de altitud. Se reproduce en charcas temporales. Se consideró entre 1970 y 2002 un sinónimo de Dryophytes eximius.
Está amenazada de extinción por la destrucción de su hábitat natural causada por la tala de sus bosques. Se vende como mascota dentro de México, pero no se sabe si este comercio supone un riesgo grave para sus poblaciones silvestres.